# Lista tomów serii Monster
Ten artykuł zawiera listę tomów serii Monster autorstwa Naokiego Urasawy, ukazywanej w magazynie „Big Comic Original” wydawnictwa Shōgakukan od grudnia 1994 do grudnia 2001. Razem opublikowano 162 rozdziały, które później zostały skompilowane do 18 tankōbonów, które wydawane były od 30 czerwca 1995 do 28 lutego 2002.
W Polsce seria ukazała się w 9 tomach zbiorczych nakładem wydawnictwa Hanami.
| Nr | Język japoński       | Język japoński     | Język polski     | Język polski           |
| Nr | Data wydania         | ISBN               | Data wydania     | ISBN                   |
| --- | -------------------- | ------------------ | ---------------- | ---------------------- |
| 1 | 30 czerwca 1995      | ISBN 4-09-183651-8 | marzec 2014      | ISBN 978-83-60740-83-5 |
| Lista rozdziałów - 001. Herr Doktor Tenma (jap. ヘルDr.テンマ Heru Dokutā Tenma) - 002. Zabij (jap. ころして Koroshite) - 003. Upadek (jap. 転落 Tenraku) - 004. Brat i siostra (jap. 兄･妹 Ani imōto) - 005. Sprawa morderstwa (jap. 殺人事件 Satsujinjiken) - 006. Człowiek z BKA (jap. BKAの男 BKA no otoko) - 007. „Monster” (jap. 「モンスター」 Monsutā) - 008. Noc egzekucji (jap. 処刑の夜 Shokei no yoru) |                      |                    |                  |                        |
| 2 | 30 września 1995     | ISBN 4-09-183652-6 | marzec 2014      | ISBN 978-83-60740-83-5 |
| Lista rozdziałów - 009. Dziewczyna z Heidelbergu (jap. ハイデルベルクの少女 Haideruberuku no shōjo) - 010. Książę na białym koniu (jap. 白馬の王子様 Hakuba no ōji-sama) - 011. Artykuł o zaginięciu (jap. 失踪記事 Shissō kiji) - 012. Straszne urodziny (jap. 戦慄の誕生日 Senritsu no tanjōbi) - 013. Posiadłość tragedii (jap. 惨劇の館 Sangeki no kan) - 014. To nie twoja wina (jap. あなたは悪くない Anata wa waruku nai) - 015. Ścigany (jap. 追われる男 Owareru otoko) - 016. Stary wojak i dziewczynka (jap. 老兵と少女 Rōhei to shōjo) |                      |                    |                  |                        |
| 3 | 27 kwietnia 1996     | ISBN 4-09-183653-4 | lipiec 2014      | ISBN 978-83-60740-84-2 |
| Lista rozdziałów - 017. Wymazana przeszłość (jap. 消された過去 Kesareta kako) - 018. Prawo prawnika (jap. ローヤーの法則 Rōyā no hōsoku) - 019. 511 Kinderheim (jap. 511キンダーハイム 511 Kindāhaimu) - 020. Projekt (jap. プロジェクト Purojekuto) - 021. Mały eksperyment (jap. ささやかな実験 Sasayaka na jikken) - 022. Petra i Schumann (jap. ペトラとシューマン Petora to Shūman) - 023. Petra i Heinz (jap. ペトラとハインツ Petora to Haintsu) - 024. Opuszczony mężczyzna (jap. 残された男 Nokosareta otoko) |                      |                    |                  |                        |
| 4 | 30 sierpnia 1996     | ISBN 4-09-183654-2 | lipiec 2014      | ISBN 978-83-60740-84-2 |
| Lista rozdziałów - 025. Opuszczona kobieta (jap. 残された女 Nokosareta onna) - 026. Be My Baby (jap. ビー・マイ・ベイビー Bī mai beibī) - 027. Profesor Gedrich (jap. ゲーデリッツ教授 Gēderittsu-kyōju) - 028. Przyjaciółka Ayse’y (jap. アイシェの友達 Aishe no tomodachi) - 029. Wyznanie Wolfa (jap. ヴォルフの告白 Vorufu no kokuhaku) - 030. Danie główne (jap. メインディッシュ Mein disshu) - 031. Ponowne spotkanie (jap. 再開 Saikai) - 032. Piąta łyżka cukru (jap. 五杯目の砂糖 Go haime no satō) |                      |                    |                  |                        |
| 5 | 2 kwietnia 1997      | ISBN 4-09-183655-0 | październik 2014 | ISBN 978-83-60740-85-9 |
| Lista rozdziałów - 033. Otchłań potwora (jap. 怪物の深淵 Kaibutsu no shinen) - 034. Składzik Jürgensa (jap. ユンゲルスの物置き Yungerusu no mono oki) - 035. Po karuzeli (jap. カ－ニバルのあと… Kānibaru no ato…) - 036. Podróż do Freiham (jap. フラハイムへの旅 Furahaimu e no tabi) - 037. Radosne wakacje (jap. 幸せな休日 Shiawase na kyūjitsu) - 038. Zemsta z lufy (jap. 復讐の銃口 Fukushū no jūkō) - 039. Jutro będzie słonecznie (jap. 明日は晴れる Ashita wa hareru) - 040. Oczekiwanie Lungego (jap. ルンゲの期待 Runge no kitai) - 041. Pułapka Lungego (jap. ルンゲの罠 Runge no wana) |                      |                    |                  |                        |
| 6 | 30 maja 1997         | ISBN 4-09-183656-9 | październik 2014 | ISBN 978-83-60740-85-9 |
| Lista rozdziałów - 042. Konfrontacja (jap. 対決 Taiketsu) - 043. Koniec upadku (jap. 転落の果て Tenraku no hate) - 044. Wyznanie Evy (jap. エヴァの告白 Eva no kokuhaku) - 045. Męski posiłek (jap. 男達の食卓 Otoko-tachi no shokutaku) - 046. Niewidzialny wróg (jap. 見えざる敵 Miezaru teki) - 047. Wtorkowy chłopiec (jap. 火曜日の青年 Kayōbi no seinen) - 048. Czwartkowy chłopiec (jap. 木曜日の青年 Mokuyōbi no seinen) - 049. Nierozwiązana zagadka (jap. 残された謎 Nokosare ta nazo) - 050. Las tajemnic (jap. 秘密の森 Himitsu no mori) |                      |                    |                  |                        |
| 7 | 30 października 1997 | ISBN 4-09-183657-7 | luty 2015        | ISBN 978-83-60740-87-3 |
| Lista rozdziałów - 051. Richard (jap. リヒァルト Rihiaruto) - 052. Dowód (jap. 証拠のShōko no shina) - 053. W biały dzień (jap. 白日の下に Hakujitsu no shita ni) - 054. Ta jedna sprawa (jap. ただ一つの事件 Tada hitotsu no jiken) - 055. Podróż do Johana (jap. ヨハンへの旅 Yohan e no tabi) - 056. Egzekucja (jap. 処刑 Shokei) - 057. Pewna decyzja (jap. ある決意 Aru ketsui) - 058. Dni Reichweina (jap. ライヒワインの日々 Raihiwain no hibi) - 059. Do białego dnia (jap. 白日の下へ Hakujitsu no shita e) |                      |                    |                  |                        |
| 8 | 26 lutego 1998       | ISBN 4-09-183658-5 | luty 2015        | ISBN 978-83-60740-87-3 |
| Lista rozdziałów - 060. Weryfikacja możliwa (jap. 立証可能 Risshō kanō) - 061. Po imprezie (jap. パーティーのあと Pātī no ato) - 062. Święte miejsce (jap. 聖域 Seīki) - 063. Dziecięca sceneria (jap. 子どもの情景 Kodomo no jōkei) - 064. Spuścizna ludzkości (jap. 人類の財産 Jinrui no zaisan) - 065. Na końcu ciemności (jap. 闇の果て Yami no hate) - 066. Celuj w światłość (jap. 光を当てろ Hikari o atero) - 067. Jestem Tenma (jap. 私はテンマ Watashi wa Tenma) - 068. Bezimienny bohater (jap. 名なしのヒーロー Nanashi no hīrō) |                      |                    |                  |                        |
| 9 | 30 maja 1998         | ISBN 4-09-183659-3 | maj 2015         | ISBN 978-83-60740-91-0 |
| Lista rozdziałów - 069. Większy potwór (jap. さらなる怪物 Saranaru kaibutsu) - 070. Potwór chaosu (jap. 混沌の怪物 Konton no kaibutsu) - 071. Bezimienny potwór (jap. なまえのないかいぶつ Namae no nai kaibutsu) - 072. Bankiet dla mrówek (jap. 蟻たちの饗宴 Ari-tachi no kyōen) - 073. Diabeł w moich oczach (jap. 我が目の悪魔 Waga me no akuma) - 074. List od matki (jap. 母からの手紙 Haha kara no tegami) - 075. Ślady serca (jap. 心の痕跡 Kokoro no konseki) - 076. Piekło w oczach (jap. 目の中の地獄 Me no naka no jigoku) - 077. Żaby ze świata baśni (jap. おとぎの国のカエル Otoginokuni no kaeru) |                      |                    |                  |                        |
| 10 | 30 października 1998 | ISBN 4-09-183660-7 | maj 2015         | ISBN 978-83-60740-91-0 |
| Lista rozdziałów - 078. Grimmer (jap. グリマー Gurimā) - 079. Piknik (jap. ピクニック Pikunikku) - 080. Duchy z 511 (jap. 511の亡霊 511 no bōrei) - 081. Nowy eksperyment (jap. 新たなる実験 Arata naru jikken) - 082. Klucz (jap. 鍵 Kagi) - 083. Przygody super Steinera (jap. 超人シュタイナーの冒険 Chōjin Shutainā no bōken) - 084. Detektyw Suk (jap. スーク刑事 Sūku-keiji) - 085. Ściśle tajne śledztwo (jap. 極秘調査 Gokuhi chōsa) - 086. Ważna rzecz (jap. 大切な物 Taisetsu na mono) |                      |                    |                  |                        |
| 11 | 30 marca 1999        | ISBN 4-09-185271-8 | październik 2015 | ISBN 978-83-60740-93-4 |
| Lista rozdziałów - 087. Dwie ciemności (jap. 二つの闇 Futatsu no yami) - 088. Powidok potwora (jap. 怪物の残像 Kaibutsu no zanzō) - 089. Odtworzone nagranie (jap. 録音再生 Rokuon saisei) - 090. Punkt styczności (jap. 接点 Setten) - 091. Ślepy zaułek (jap. 死角 Shikaku) - 092. Wspomnienia super Steinera (jap. 超人シュタイナーの思い出 Chōjin Shutainā no omoide) - 093. Wspomnienie o kakao (jap. ココアの記憶 Kokoa no kioku) - 094. Drzwi do koszmarów (jap. 悪夢の扉 Akumu no tobira) - 095. Najstraszniejsza rzecz (jap. 一番怖いもの Ichiban kowai mono) |                      |                    |                  |                        |
| 12 | 30 czerwca 1999      | ISBN 4-09-185272-6 | październik 2015 | ISBN 978-83-60740-93-4 |
| Lista rozdziałów - 096. Długie wakacje (jap. 長い休暇 Nagai kyūka) - 097. Oddział małych detektywów (jap. 少年探偵団 Shōnen tantei dan) - 098. Najokrutniejsza rzecz (jap. 一番残酷なこと Ichiban zankoku na koto) - 099. Miasto przy granicy (jap. 国境の街 Kokkyō no machi) - 100. Różana rezydencja (jap. バラの屋敷 Bara no yashiki) - 101. Nieotwarte drzwi (jap. 開かずの扉 Hiraka zu no tobira) - 102. Długie rozstanie (jap. 長いお別れ Nagai o wakare) - 103. Poszukiwanie Helenki (jap. ヘレンカを捜して Herenka o sagashi te) - 104. Pozostawieni ludzie (jap. 残された人々 Nokosare ta hitobito) |                      |                    |                  |                        |
| 13 | 29 lutego 2000       | ISBN 4-09-185273-4 | lipiec 2016      | ISBN 978-83-65520-05-0 |
| Lista rozdziałów - 105. List miłosny potwora (jap. 怪物のラブレター Kaibutsu no raburetā) - 106. Zbieg (jap. 脱獄囚 Datsugoku shū) - 107. Adwokat (jap. 弁護士 Bengoshi) - 108. Świadek (jap. 目撃者 Mokugeki sha) - 109. Determinacja (jap. 決意 Ketsui) - 110. Brudna kanapka (jap. 泥だらけのサンドイッチ Doro darake no sandoitchi) - 111. Helena i Gustaw (jap. ヘレーネとグスタフ Herēne to Gusutafu) - 112. Ucieczka (jap. 脱走 Dassō) - 113. Pokój 402 (jap. 402号室 402 gō shitsu) |                      |                    |                  |                        |
| 14 | 30 czerwca 2000      | ISBN 4-09-185274-2 | lipiec 2016      | ISBN 978-83-65520-05-0 |
| Lista rozdziałów - 114. Dziecko szpiega (jap. スパイの子 Supai no ko) - 115. Niekończąca się podróż (jap. 終わらない旅 Owaranai tabi) - 116. Lalkarz (jap. 人形使い Ningyō zukai) - 117. Dzieci ze spotkań czytelniczych (jap. 朗読会の子供たち Rōdoku kai no kodomo-tachi) - 118. Tamten wieczór (jap. あの日の夜 Ano hi no yoru) - 119. Co zobaczył Johan (jap. ヨハンの見た風景 Yohan no mi ta fūkei) - 120. Szczęśliwe wspomnienia (jap. 楽しい思い出 Tanoshī omoide) - 121. Paskudna robota (jap. いやな仕事 Iya na shigoto) - 122. Najgorszy krawat (jap. 最悪なネクタイ Saiaku na nekutai) |                      |                    |                  |                        |
| 15 | 30 października 2000 | ISBN 4-09-185275-0 | październik 2016 | ISBN 978-83-65520-09-8 |
| Lista rozdziałów - 123. Party is Over (jap. パーティー イズ オーバー Pātī izu ōbā) - 124. Mężczyzna, który zobaczył diabła (jap. 悪魔を見た男 Akuma o mi ta otoko) - 125. Przyjaciel diabła (jap. 悪魔の友だち Akuma no tomodachi) - 126. Mężczyzna, który widział za dużo (jap. 知りすぎた男 Shirisugi ta otoko) - 127. Bolesne ponowne spotkanie (jap. 悲しみの再会 Kanashimi no saikai) - 128. Pamięć Niny (jap. ニナの記憶 Nina no kioku) - 129. Wspomnienie o spotkaniach czytelniczych (jap. 朗読会の思い出 Rōdoku kai no omoide) - 130. Wrota pamięci (jap. 記憶の扉 Kioku no tobira) - 131. Radosny posiłek (jap. 楽しい食卓 Tanoshī shokutaku)                                                                      |                      |                    |                  |                        |
| 16 | 28 lutego 2001       | ISBN 4-09-185276-9 | październik 2016 | ISBN 978-83-65520-09-8 |
| Lista rozdziałów - 132. Nad dachami (jap. 屋根の向こうまで Yane no mukō made) - 133. Przyjacielska odpowiedź (jap. 友情の答え Yūjō no kotae) - 134. Taksówkarz (jap. タクシードライバー Takushī doraibā) - 135. Niepowiązane morderstwa (jap. 無関係な殺人 Mukankei na satsujin) - 136. Depresja niemowlęcia (jap. 赤ん坊の憂うつ Akanbō no yūutsu) - 137. Przerażające kroki (jap. 恐怖の足音 Kyōfu no ashioto) - 138. Ślady Johana (jap. ヨハンの足跡 Yohan no ashiato) - 139. Masakra (jap. 殺し合い Koroshiai) - 140. Tata i mama (jap. 父さん母さん Tōsan-kāsan) - 141. Witaj w domu (jap. おかえり Okaeri) |                      |                    |                  |                        |
| 17 | 30 sierpnia 2001     | ISBN 4-09-185277-7 | luty 2017        | ISBN 978-83-65520-10-4 |
| Lista rozdziałów - 142. Jestem już w domu (jap. ただいま Tada ima) - 143. Miejsce, do którego muszę iść (jap. 行くべきところ Iku beki tokoro) - 144. Ruhenheim (jap. ルーエンハイム Rūenhaimu) - 145. Cichy strzał (jap. 静かなる銃声 Shizuka naru jūsei) - 146. Dom wampira (jap. 吸血鬼の家 Kyūketsuki no ie) - 147. Paranoiczne miasto (jap. 疑心暗鬼の町 Gishinanki no machi) - 148. Doskonałe samobójstwo (jap. 完全な自殺 Kanzen na jisatsu) - 149. Spokojny dom (jap. 安らぎの家 Yasuragi no ie) - 150. Miasto rzezi (jap. 殺戮の町 Satsuriku no machi) - 151. Wspomnienie, którego nie chcę zapomnieć (jap. 忘れたくない記憶 Wasure taku nai kioku)                                                                  |                      |                    |                  |                        |
| 18 | 28 lutego 2002       | ISBN 4-0918-5278-5 | luty 2017        | ISBN 978-83-65520-10-4 |
| Lista rozdziałów - 152. Fikcyjny człowiek (jap. 架空の人間 Kakū no ningen) - 153. Koniec urlopu (jap. 休暇の終わり Kyūka no owari) - 154. Krzyk Grimmera (jap. グリマーの叫び Gurimā no sakebi) - 155. Gniew super Steinera (jap. 超人シュタイナーの怒り Chōjin shutainā no ikari) - 156. Bezimienny facet (jap. 名前のない男 Namae no nai otoko) - 157. Obraz, którego nie da się namalować (jap. 描けない絵 Egake nai e) - 158. Nie płacz (jap. 泣かないで Naka nai de) - 159. Krajobraz końca (jap. 終わりの風景 Owari no fūkei) - 160. Ludzie, którzy żyją (jap. 命ある者たち Inochi aru mono-tachi) - 161. Jutro nadejdzie (jap. 明日はくる Ashita wa kuru) - 162. Prawdziwy potwór (jap. 本当の怪物 Hontō no kaibutsu) |                      |                    |                  |                        |